# 협궤유개화차
협궤유개화차는 대한민국 경기도 의왕시 월암동, 철도박물관에 있는 화차이다. 2008년 10월 17일 대한민국의 국가등록문화재 제422호로 지정되었다.

## 개요
이 화차(貨車)는 지붕이 있는 협궤선용 화물열차로 미국에서 제작하였다. 레일 사이의 간격이 표준보다 좁은 협궤 노선인 수인선(수원~인천 송도), 수여선(수원~여주)에서 농산물 등 지방의 특산물을 수송하였으나, 1995년 수인선이 폐지됨에 따라 운행이 중단되어 지금은 사용하지 않는다.

## 참고 자료
- 협궤유개화차 - 국가유산청 국가유산포털